# Сэнди Кэри
Сэ́нди Кэ́ри (англ. Sandi Carey) — американская порноактриса, член Зала славы XRCO.

## Биография
Дебютировала в порноиндустрии в 1970 году. Снималась для таких студий, как After Hours Cinema, Alpha Blue Archives, Something Weird Video, Vinegar Syndrome и других.
В 1989 году была введена в Зал славы XRCO как «пионер порнофильмов» (англ. Film Pioneer).
Ушла из индустрии в 1992 году, снявшись в 66 фильмах.

## Награды и номинации
- 1989 — Зал славы XRCO[2][3]